# Девет Југовића (Приштина)
Девет Југовића (алб. Nëntë Jugoviq) је насељено место у граду Приштини, на Косову и Метохији. Према попису из 2024. у насељу је живело 3.126 становника.

## Становништво
Према попису из 2011. године, Девет Југовића има следећи етнички састав становништва:
| Националност | 2011.          |
| Албанци      | 2.227 (99.91%) |
| остали       | 2 (0,09%)      |
| Укупно       | 2.229          |

| Демографија | Демографија | Демографија |
| Година      | Становника  | Становника  |
| ----------- | ----------- | ----------- |
| 1948.       | 463         |             |
| 1953.       | 483         |             |
| 1961.       | 487         |             |
| 1971.       | 409         |             |
| 1981.       | 553         |             |
| 1991.       | 521         |             |
| 2011.       | 2.229       |             |